# Perdicinae
Perdicinae Horsfield, 1821 è una sottofamiglia di uccelli galliformi della famiglia Phasianidae.

## Tassonomia
Comprende i seguenti generi e specie:
- Genere Lerwa
  - Lerwa lerwa (Hodgson, 1833) - pernice delle nevi
- Genere Tetraophasis
  - Tetraophasis obscurus (J.Verreaux, 1869) - pernice di Verreaux
  - Tetraophasis szechenyii Madarász, 1885 - pernice di Szecheny
- Genere Tetraogallus
  - Tetraogallus altaicus (Gebler, 1836) - tetraogallo dell'Altai
  - Tetraogallus caspius (S.G.Gmelin, 1784) - tetraogallo del Caspio
  - Tetraogallus caucasicus (Pallas, 1811) - tetraogallo del Caucaso
  - Tetraogallus himalayensis G.R.Gray, 1843 - tetraogallo dell'Himalaya
  - Tetraogallus tibetanus Gould, 1854 - tetraogallo del Tibet
- Genere Alectoris
  - Alectoris barbara (Bonnaterre, 1792) - pernice sarda
  - Alectoris chukar (J.E.Gray, 1830) - chukar
  - Alectoris graeca (Meisner, 1804) - coturnice
  - Alectoris magna (Przewalski, 1876) - pernice di Przevalski
  - Alectoris melanocephala (Rüppell, 1835) - pernice d'Arabia
  - Alectoris philbyi Lowe, 1934 - pernice di Philby
  - Alectoris rufa (Linnaeus, 1758) - pernice rossa
- Genere Ammoperdix
  - Ammoperdix griseogularis (Brandt, 1843) - pernice golagrigia
  - Ammoperdix heyi (Temminck, 1825) - pernice delle sabbie
- Genere Francolinus
  - Francolinus francolinus (Linnaeus, 1766) - francolino nero
  - Francolinus pictus (Jardine & Selby, 1828) - francolino pittato
  - Francolinus pintadeanus (Scopoli, 1786) - francolino della Cina
  - Francolinus pondicerianus (J.F.Gmelin, 1789) - francolino grigio
  - Francolinus gularis (Temminck, 1815) - francolino di palude
- Genere Peliperdix
  - Peliperdix albogularis (Hartlaub, 1854) - francolino golabianca
  - Peliperdix lathami (Hartlaub, 1854) - francolino di foresta
  - Peliperdix coqui (A.Smith, 1836) - francolino coqui
  - Peliperdix schlegelii (Heuglin, 1863) - francolino di Schlegel
- Genere Scleroptila
  - Scleroptila streptophora (Ogilvie-Grant, 1891) - francolino dal collare
  - Scleroptila afra (Latham, 1790) - francolino aligrigie
  - Scleroptila levaillantii (Valenciennes, 1825) - francolino alirosse
  - Scleroptila finschi (Barboza du Bocage, 1881) - francolino di Finsch
  - Scleroptila shelleyi (Ogilvie-Grant, 1890) - francolino di Shelley
  - Scleroptila psilolaema (G.R.Gray, 1867) - francolino di brughiera
  - Scleroptila levaillantoides (A.Smith, 1836) - francolino dell'Orange
- Genere Dendroperdix
  - Dendroperdix sephaena (A.Smith, 1836) - francolino crestato
- Genere Pternistis
  - Pternistis squamatus (Cassin, 1857) - francolino squamato
  - Pternistis ahantensis (Temminck, 1854) – francolino dell'Ashanti
  - Pternistis griseostriatus (Ogilvie-Grant, 1890) - francolino striegrigie
  - Pternistis hildebrandti (Cabanis, 1878) – francolino di Hildebrandt
  - Pternistis bicalcaratus (Linnaeus, 1766) – francolino armato
  - Pternistis icterorhynchus (Heuglin, 1863) – francolino di Heuglin
  - Pternistis clappertoni (Children & Vigors, 1826) – francolino di Clapperton
  - Pternistis harwoodi (Blundell & Lovat, 1899) – francolino di Harwood
  - Pternistis swierstrai (Roberts, 1929) – francolino di Swierstra
  - Pternistis camerunensis (Alexander, 1909) – francolino del Camerun
  - Pternistis nobilis (Reichenow, 1908) – francolino magnifico
  - Pternistis jacksoni (Ogilvie-Grant, 1891) – francolino di Jackson
  - Pternistis castaneicollis (Salvadori, 1888) – francolino nucacastana
  - Pternistis ochropectus (Dorst & Jouanin, 1952) – francolino di Gibuti
  - Pternistis erckelii (Rüppell, 1835) – francolino di Erckel
  - Pternistis hartlaubi (Barboza du Bocage, 1869) – francolino di Hartlaub
  - Pternistis adspersus (Waterhouse, 1838) – francolino beccorosso
  - Pternistis capensis (J.F.Gmelin, 1789) – francolino del Capo
  - Pternistis natalensis (A.Smith, 1833) – francolino del Natal
  - Pternistis leucoscepus (G.R.Gray, 1867) – francolino collogiallo
  - Pternistis rufopictus Reichenow, 1887 – francolino pettogrigio
  - Pternistis afer (Statius Müller, 1776) – francolino collorosso
  - Pternistis swainsonii (A.Smith, 1836) – francolino di Swainson
- Genere Perdix
  - Perdix dauurica (Pallas, 1811) - starna di Dauria
  - Perdix hodgsoniae (Hodgson, 1856) - starna del Tibet
  - Perdix perdix (Linnaeus, 1758) - starna eurasiatica
- Genere Rhizothera
  - Rhizothera longirostris (Temminck, 1815) - pernice beccolungo
  - Rhizothera dulitensis Ogilvie-Grant, 1895
- Genere Margaroperdix
  - Margaroperdix madagarensis (Scopoli, 1786) - pernice del Madagascar
- Genere Melanoperdix
  - Melanoperdix niger (Vigors, 1829) - pernice nera
- Genere Coturnix
  - Coturnix coturnix (Linnaeus, 1758) - quaglia comune
  - Coturnix japonica Temminck & Schlegel, 1849 - quaglia del Giappone
  - Coturnix coromandelica (J.F.Gmelin, 1789) - quaglia delle piogge
  - Coturnix delegorguei Delegorgue, 1847 - quaglia arlecchino
  - Coturnix pectoralis Gould, 1837 - quaglia delle stoppie
  - Coturnix novaezelandiae Quoy & Gaimard, 1830 - quaglia di Nuova Zelanda †
  - Coturnix ypsilophora Bosc, 1792 - quaglia bruna
- Genere Excalfactoria
  - Excalfactoria chinensis (Linnaeus, 1766) - quaglia blu asiatica
  - Excalfactoria adansonii (J.Verreaux & E.Verreaux, 1851)
- Genere Anurophasis
  - Anurophasis monorthonyx van Oort, 1910 - quaglia degli Snow
- Genere Perdicula
  - Perdicula argoondah (Sykes, 1832) - quaglietta del deserto
  - Perdicula asiatica (Latham, 1790) - quaglietta della giungla
  - Perdicula erythrorhyncha (Sykes, 1832) - quaglietta pittata
  - Perdicula manipurensis Hume, 1881 - quaglietta del Manipur
- Genere Ophrysia
  - Ophrysia superciliosa (J.E.Gray, 1846) - quaglia dell'Himalaya †
- Genere Xenoperdix
  - Xenoperdix udzungwensis Dinesen, Lehmberg, Svendsen, Hansen & Fjeldsĺ, 1994 - pernice degli Udzungwa
  - Xenoperdix obscuratus Fjeldsĺ & Kiure, 2003 - pernice di Rubeho
- Genere Arborophila
  - Arborophila torqueola (Valenciennes, 1825) - pernice di collina
  - Arborophila rufogularis (Blyth, 1849) - pernice golarossiccia
  - Arborophila atrogularis (Blyth, 1849) - pernice guancebianche
  - Arborophila crudigularis (Swinhoe, 1864) - pernice di Taiwan
  - Arborophila mandellii Hume, 1874 - pernice pettocastano
  - Arborophila brunneopectus (Blyth, 1855) - pernice dorsobarrato
  - Arborophila rufipectus Boulton, 1932 - pernice del Sichuan
  - Arborophila gingica (J.F.Gmelin, 1789) - pernice dal collare
  - Arborophila davidi Delacour, 1927 - pernice colloarancio
  - Arborophila cambodiana Delacour & Jabouille, 1928 - pernice testacastana
  - Arborophila diversa Riley, 1930
  - Arborophila campbelli (Robinson, 1904) - pernice di Campbell
  - Arborophila rolli (Rothschild, 1909) - pernice di Roll
  - Arborophila sumatrana Ogilvie-Grant, 1891 - pernice di Sumatra
  - Arborophila orientalis (Horsfield, 1821) - pernice pettogrigio
  - Arborophila javanica (J.F.Gmelin, 1789) - pernice panciacastana
  - Arborophila rubrirostris (Salvadori, 1879) - pernice beccorosso
  - Arborophila hyperythra (Sharpe, 1879) - pernice pettorosso
  - Arborophila ardens (Styan, 1892) - pernice di Hainan
  - Arborophila charltonii (Eyton, 1845) - pernice collare castano
  - Arborophila chloropus (Blyth, 1859) - pernice pettosquamato
- Genere Caloperdix
  - Caloperdix oculeus  (Temminck, 1815) - pernice tabaccata
- Genere Haematortyx
  - Haematortyx sanguiniceps Sharpe, 1879 - pernice testacremisi
- Genere Rollulus
  - Rollulus rouloul (Scopoli, 1786) - pernice crestata
- Genere Bambusicola
  - Bambusicola fytchii Anderson, 1871 - pernice del bambù montana
  - Bambusicola thoracicus (Temminck, 1815) - pernice del bambù della Cina
- Genere Galloperdix
  - Galloperdix bicalcarata (J.R.Forster, 1781) - gallopernice di Sri Lanka
  - Galloperdix lunulata (Valenciennes, 1825) - gallopernice pittato
  - Galloperdix spadicea (J.F.Gmelin, 1789) - gallopernice rosso